# Zheng Zhi
Zheng Zhi (en chino, 郑智; Shenyang, 20 de agosto de 1980) es un exfutbolista y entrenador de fútbol chino que se desempeña como centrocampista. Actualmente forma parte del Guangzhou FC como entrenador.

## Selección nacional
También es internacional con la Selección de fútbol de China, ha jugado 52 partidos internacionales y ha anotado 12 goles. Desde el 2002, cuando jugó la Copa Mundial de Fútbol de 2002.

### Participaciones en Copas del Mundo
| Mundial                        | Sede                  | Resultado    |
| ------------------------------ | --------------------- | ------------ |
| Copa Mundial de Fútbol de 2002 | Corea del Sur y Japón | Primera fase |

## Clubes
| Club                 | País       | Año       |
| -------------------- | ---------- | --------- |
| Shenzhen Jianlibao   | China      | 2001-2004 |
| Shandong Luneng      | China      | 2005-2007 |
| Everton              | Inglaterra | 2007      |
| Charlton Athletic    | Inglaterra | 2007-2009 |
| Celtic F.C.          | Escocia    | 2009-2010 |
| Guangzhou Evergrande | China      | 2010      |